# Atelopus pastuso
Atelopus pastuso es una especie de anfibio anuro de la familia Bufonidae.

## Distribución geográfica
Esta especie habita entre los 2800 y 3900 m sobre el nivel del mar en las montañas de los Andes:
- en el departamento de Nariño, en Colombia;
- en la provincias de Carchi e Imbabura, en Ecuador.[2]

## Descripción
Los machos miden de 26.1 a 38.9 mm y las hembras de 29.6 a 50.7 mm.

## Publicación original
- Coloma, Duellman, Almendáriz, Ron, Terán-Valdez, Guaysamin, 2010 : Five new (extinct?) species of Atelopus (Anura: Bufonidae) from Andean Colombia, Ecuador, and Peru. Zootaxa, n.º 2574, p. 1–54.[3]